# Caicasaico (Ort)
Caicasaico ist ein osttimoresischer Ort im Suco Açumanu (Verwaltungsamt Liquiçá, Gemeinde Liquiçá).

## Geographie und Einrichtungen
Das Dorf liegt im Osten der Aldeia Caicasaico auf einen Bergrücken, der das Zentrum des Sucos Caicasaico bildet, in einer Meereshöhe von 781 m. Eine Straße folgt dem Bergrücken und verbindet Caicasaico mit dem Nachbarort Siscoelema im Osten und einer weiteren kleinen Siedlung im Westen. Eine weitere Straße führt nach Norden nach Boelema. Nördlich fließt im Tal der Caicabaisala, ein Nebenfluss des Lóis.
In Caicasaico befindet sich ein Hospital.

## Geschichte
Ende 1979 gab es in Caicasaico ein sogenanntes Transit Camps, in denen die indonesischen Besatzer osttimoresische Zivilisten internierten.